# 今宵安らかに
「今宵安らかに」(英語: Everything's Alright)はアンドリュー・ロイド・ウェバー作曲のミュージカル「ジーザス・クライスト・スーパースター」 (Jesus Christ Superstar)のナンバーである

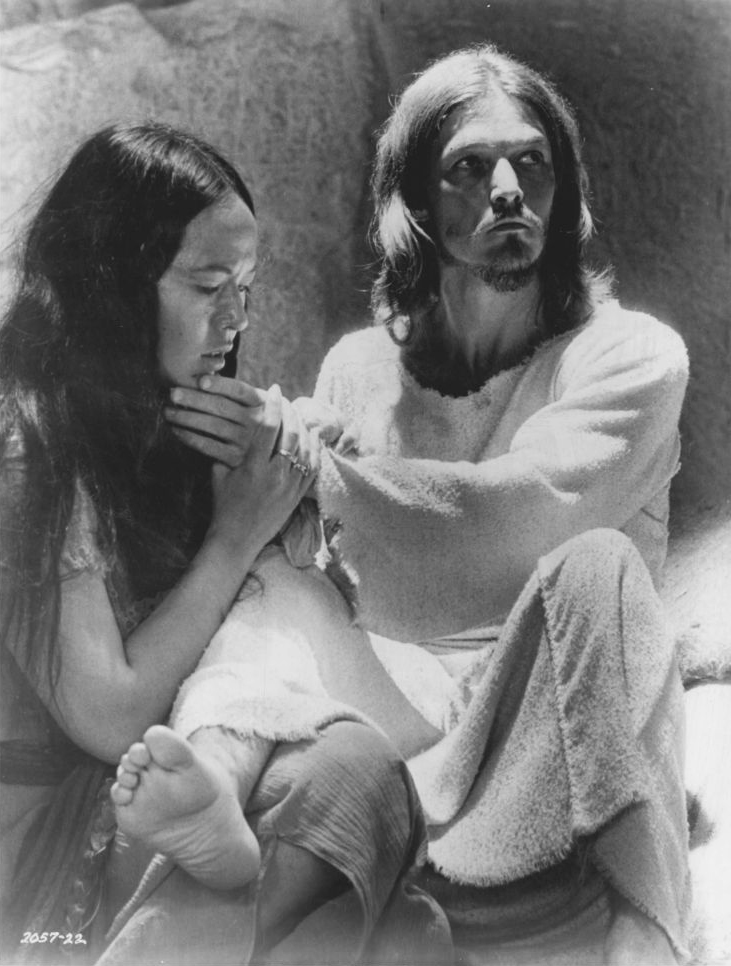
イエスに香油を塗るマリア

この曲は、マリアがイエスに香油を注ぐ聖書の話をもとにしている。
- ヨハネによる福音書12章５節
- マルコによる福音書14章３節から９節[1]
- マタイによる福音書26章６節から13節

- ルカによる福音書7章3６節から49節

この曲は、民衆の期待にこたえ続けるジーザスを優しく包み込み癒すマリアと、ジーザスとのすれ違いが深まるユダの様子を表している。
ジーザスに純粋で献身的な愛を注ぐマグダラのマリアは、ジーザスに香油を塗り、身体を清め「何も思い悩むことはありません。今宵は何もかも忘れて安らかにお休みください」と優しく歌う。しかし、当時は香油は非常に高価で、その価値はおよそ三百デナリ。当時の労働者の1日分の給料は1デナリと言われていたため、労働者の三百日分の給料に相当する。ジーザスの弟子の一人、イスカリテオのユダは、高価な香油を惜しみなく使うマリアに「なぜ、この香油を300デナリで売って、貧しい人々に施さなかったのか」と責める。それだけの香油があれば、多くの貧しい者を救えるはずだと咎めるが、ジーザスは「いつの世も貧しさに苦しむ者は多くいる。彼らをすべて救えると思うのか。私が共にいるうちに考えて行動するのだ。私がいなくなった後、お前たちは途方に暮れることになる」と答えた。今の自分の恵みを無駄にしてはいけない、私がいつまでも共にいると思ってはいけないのだと。
今宵安らかにはマリアのメイン曲であり、他に
- マリアがイエスに愛情を感じ、恋に落ちていく切ない気持ちを歌った『わたしはイエスがわからない』(I Don't Know How To Love Him)や、

- ユダの裏切りによって捕らえられてしまったイエスに、「あなたのために生きてきた、これからどうしたらいいのでしょう」と投げかける『やり直すことはできないのですか』（Could We Start Again Please）

　がある。